# Палаццо Триссино
Не путать с Вилла Триссино
Палаццо Триссино, Палаццо Триссино-Бастон, Палаццо Триссино аль Корсо (итал. Palazzo Trissino, Trissino Baston, Trissino al Corso) — палаццо (городской дворец), здание, расположенное на углу улиц Корсо и Кавур в Виченце, спроектированное архитектором Винченцо Скамоцци. С 1901 года является главной резиденцией муниципалитета Виченцы.

## История
Дворец расположен в нескольких кварталах от других зданий, связанных с семьёй Триссино, таких как Палаццо Триссино аль Дуомо в Контра Чезаре Баттисти, Палаццо Триссино Сперотти в Контра Порти, Палаццо Триссино Ланца в Контра Риале. В районе, где стоял дворец графа Акилле Триссино, юриста, в 1588 году его племянник Галеаццо поручил архитектору Винченцо Скамоцци построить новое здание.

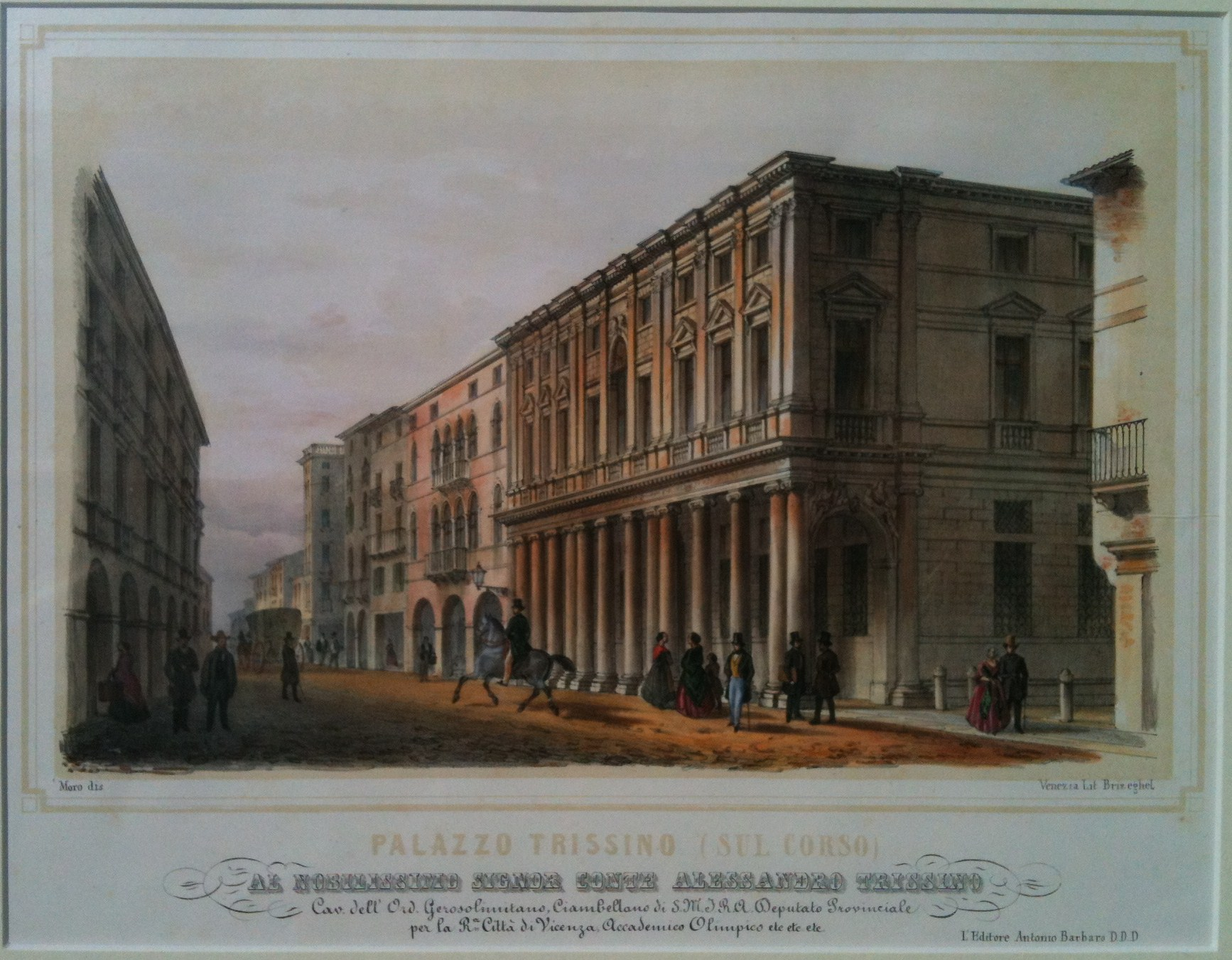
Марко Моро. Палаццо Триссино-Бастон. 1847. Литография

Палаццо было во владении разных представителей семьи Триссино, и многие из них оставили свой след во внутреннем убранстве здания. Так, граф Кристофоро Триссино ди Риале между 1653 и 1660 годами заказал Джулио Карпиони фрески (в частности, цикл, посвященный жизни святой Савины). Маркантонио и его брат Людовико Триссино-Бастон в 1662 году доверили завершение фасада здания Антонио Пиццокаро с Карло и Джакомо Борелла. В 1664 году Джованни Гизольфи писал в палаццo фрески. В 1729 году Франческо Муттони спроектировал исчезнувшую позднее капеллу Санта-Савина-ди-Триссино в юго-восточном углу основного этажа. Другой Маркантонио Триссино-Бастон в 1768 году приказал Оттоне Кальдерари построить юго-западное крыло и обновить украшения Салона лепнины (Salone degli Stucchi) и «привратницкой»: Салона дельи Ушери (Salone degli Uscieri). Наполеоновские бомбардировки 1805 года и восстания 1848 года нанесли зданию незначительные повреждения, а понижение уровня улицы привело к строительству в 1864 году оснований для колонн внешнего портика.
Граф Алессандро Триссино-Бастон (1775—1851), сын Маркантонио, мальтийского рыцаря и депутата провинции, был последним Триссино, жившим в Палаццо Триссино аль Корсо, который впоследствии перешёл к наследникам его сестры Франчески, жены графа Игнацио да Порто. Последний сначала арендовал здание, а затем, в 1901 году, передал его муниципалитету Виченцы. Работы по приспособлению здания к представительской резиденции были проведены с учётом исторической ценности здания. Только капелла Санта-Савина была ликвидирована в 1908 году. Другие реставрационные работы проводились в 1984 и 1990 годах.

## Архитектура

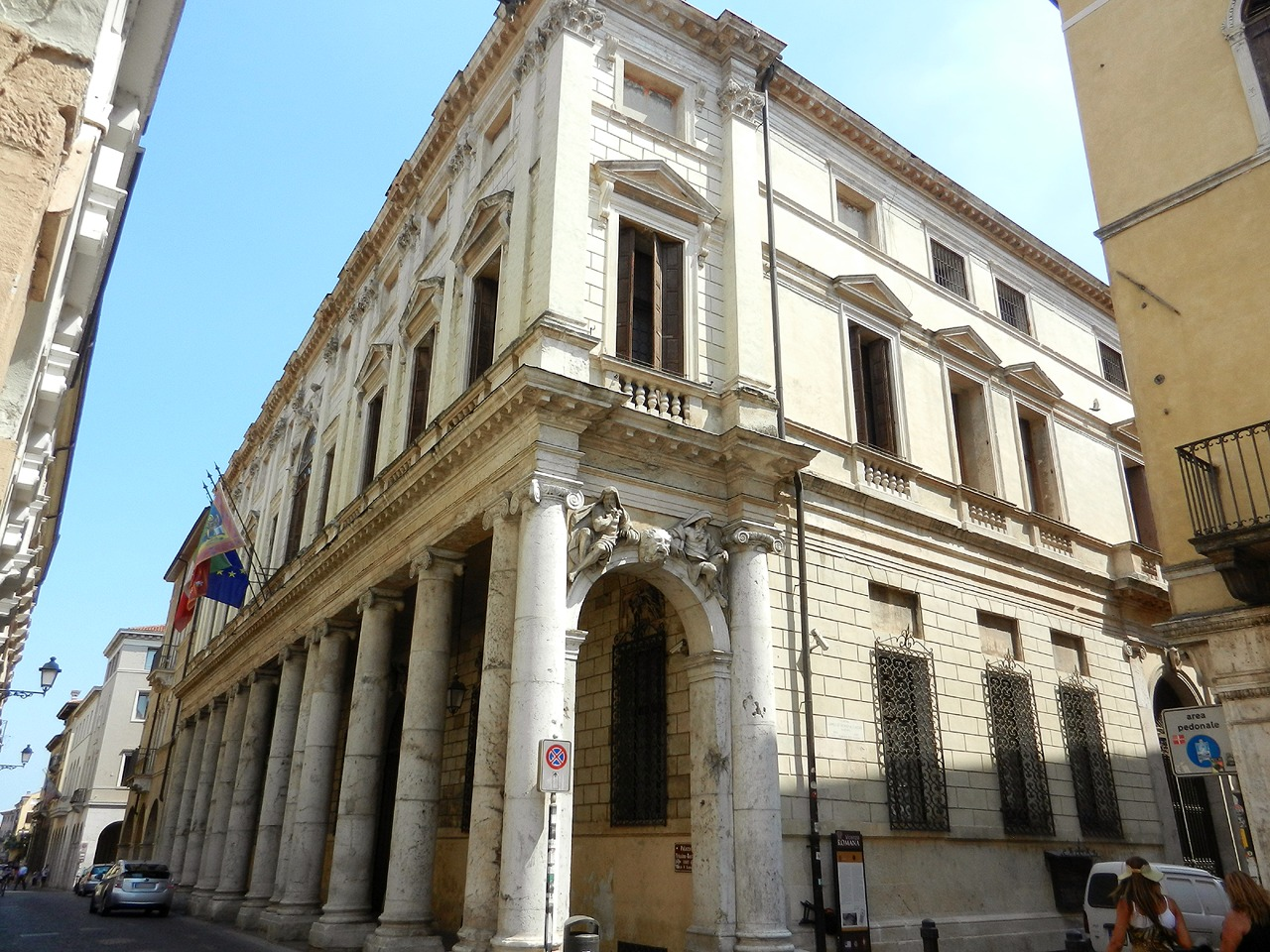
Угловая часть здания

Дворец разделён антаблементом по всему периметру здания на два яруса. Нижний оформлен колоннами ионического ордера с эффектной лоджией главного фасада; верхний — пилястрами коринфского ордера. Портик главного фасада оформлен аркой, увенчанной двумя статуями, представляющими реки Баккильоне и Ретроне, работы Джан Баттиста Барберини (1625—1691), который также создал большинство статуй, украшений и лепнины в интерьерах дворца.
Палаццо имеет кортиле (внутренний двор), оформленный галереями по периметру с колоннами тосканского ордера. В лоджии находится бюст государственного деятеля Себастьяно Теккио (1807—1886), первоначально установленного в Палаццо дель Капитаниато и перенесённого в Палаццо Триссино в 1938 году и размещённого на нынешнем месте в 1953 году. Во дворе также находится мемориальная доска в честь вичентийских патриотов, павших в войне 1915—1918 годов, и любопытный образец для измерения роста лошадей, выполненный по заказу Людовико Триссино в 1775 году.

## Интерьер
Самая большая и престижная комната «Зал лепнины» (Salone degli Stucchi) отличалась потолком семнадцатого века, красивой лепниной и фресками. После пожара, последовавшего за бомбардировкой 18 марта 1945 года, был уничтожен лепной декор Антонио Пиццокаро и Джан Баттиста Барберини и большая часть картин Лодовико Дориньи. После войны лепнина восстановлена, но фрески не подлежали восстановлению и были заменены полотнами семнадцатого века.
В Зале Святой Савины (Sala di Santa Savina), называемом также Залом собраний (Sala della Giunta), потому, что в зале теперь собирается муниципальный совет, имеется картина изображающая Святого Винченцо (в течение долгого времени единственный небесный покровитель города) с моделью города Виченца. Картина приписывается живописцу Франческо Маффеи. Комната украшена фризом, созданным около 1665 года Джулио Карпиони, на котором показаны основные этапы жизни Святой Савины. Цикл фресок был поврежден во время бомбардировки в 1945 году, но восстановлен в 1957 году в монохромном режиме благодаря предыдущей фотодокументации.
Зал Геркулеса (Sala di Ercole) также сильно пострадал от бомбардировок, в результате которых были утрачены фрески Джамбаттисты Гатуччи 1662 года. Сегодня в нём находятся пять из двадцати шести фресок шестнадцатого века Джованни Баттиста Зелотти.